# Barylambda
Barylambda – rodzaj wymarłego ssaka ze środkowego i późnego paleocenu, dobrze znanego ze szczątków zachowanych w Ameryce Północnej. Była zwierzęciem pięciopalczastym stopochodnym. Znane są 3 gatunki. Barylambda wyginęła w późnym paleocenie wraz z pojawieniem się jej większego, bardziej rozwiniętego krewniaka, pantodonta Coryphodona.
Za życia zwierzę to przypominało dużego tapira lub nosorożca z długim, dobrze rozwiniętym ogonem i niedźwiedzimi łapami. Kły były dobrze rozwinięte. Stworzenie to mogło więc zabijać, a potem spożywać inne zwierzęta. Jednak mocne solidnie zbudowane zęby trzonowe sugerują raczej roślinożerność.

Ssak ten osiągał 2,5 m długości i prawdopodobnie ważył około 650 kg, był więc wielkości kuca. Jednak jak na pantodonta były to duże rozmiary. Chroniły ją one przed większością drapieżników. Prawdopodobnie Barylamdba toczyła życie nie różniące się od tego, jakie prowadzą dziś tapiry. Pasła się, spożywając liście i miękką roślinność bagienną.

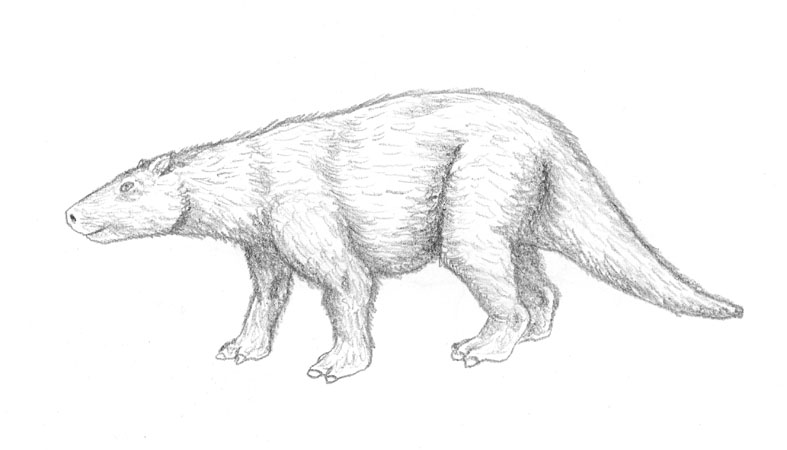

## Gatunki
- †B. churchilli
- †B. faberi
- †B. jackwilsoni